# Руже, Эммануэль
Оливье-Шарль-Камиль-Эммануэль, виконт де Руже (фр. Olivier-Charles-Camille-Emmanuel de Rougé; 11 апреля 1811, Париж — 27 декабря 1872, замок Буа-Дофин, департамент Сарта) — французский филолог и египтолог, наследник древнего бретонского рода де Руже.

## Биография
Родился в семье Огюстена-Шарля-Камиля, 5-го графа де Руже, графа де Плесси-Бельер, маркиза дю Фе и Аделаид-Шарлотты-Коломбы де ла Порт де Рианс. В 1838 году женился на Валентине де Ганэ, имел четверых детей.
Член французской Академии надписей и изящной словесности (1853), профессор кафедры египетской археологии в Коллеж де Франс (1860), хранитель Египетской коллекции Лувра (1849).
Кавалер ордена Почётного легиона, член Государственного совета (1854), сенатор (де Руже стал последним сенатором, назначенным Наполеоном III перед поражением под Седаном).
Автор ряда работ по истории, языку и искусству Древнего Египта, учитель Огюста Мариета, Гастона Масперо и Франсуа Шаба.

## Память
Бюст Эммануэля Руже установлен в мемориале великих египтологов мира при Египетском музее в Каире.

## Основные работы
- Mémoire sur l’inscription du tombeau d’Ahmès, chef des nautoniers (1851)
- Le Poème de Pentaour (1861)
- Rituel funéraire des anciens égyptiens (1861—1863)
- Recherches sur les monuments qu’on peut attribuer aux six premières dynasties de Manéthon (1865)
- Chrestomathie égyptienne, ou Choix de textes égyptiens transcrits, traduits et accompagnés d’un commentaire perpétuel et précédés d’un abrégé grammatical (1867—1876)
- Inscriptions hiéroglyphiques copiées en Égypte pendant la mission scientifique de M. le Vte Emmanuel de Rougé, publiées par M. le Vte Jacques de Rougé (4 volumes, 1877—1879)
- Œuvres diverses (6 volumes, 1907—1918) онлайн 1 3 5 6